# 本町 (臺北市)

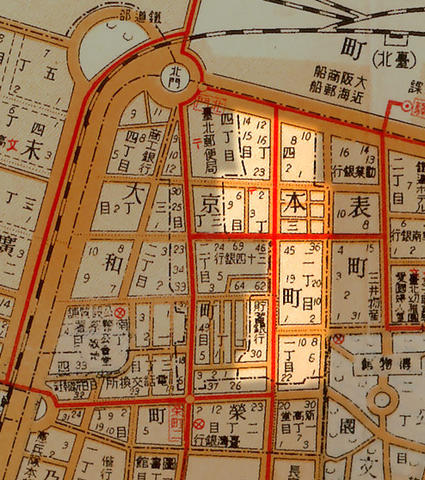
臺北市本町

本町為臺灣日治時期臺北市之行政區，共分一～四丁目，位於臺北城內、表町之西。戰後劃入城中區，今屬臺北市中正區。
以現在的位置來看，本町位於現中正區的西北角，約位於忠孝西路一段往西至台北郵局東側。再向南至開封街一段，沿此路線向西至開封街一段60號，順60號到漢口街一段向東到原華南銀行總行附近畫一條直線到衡陽路。再向東至重慶南路一段，由重慶南路一段回到原點這個範圍內。另外，重慶南路一段在當時名為「本町通」。位在本町三丁目的新開發商圈，即今重慶南路、開封街、懷寧街及漢口街之間的區域，名為「樂天地」。
此地方自日治時期起，就是繁華的商業地區，當時也有三和銀行、台北專賣分局、日本石油等重要商業機構。其中，專賣分局是戰後二二八事件的主要起始點。

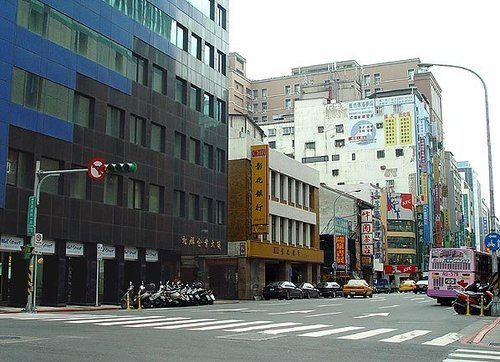
臺北市本町今日重慶南路、開封街一景

## 町內設施
- 台灣貯蓄銀行（一丁目）
- 三和銀行（二丁目）
- 專賣局台北分局（三丁目）
- 日本石油（四丁目）